# Fukomys kafuensis
Fukomys kafuensis és una espècie de mamífer rosegador de la família de les rates talp. És endèmica de Zàmbia. Es tracta d'un animal social de vida subterrània que viu en colònies de diversos exemplars. El seu hàbitat natural són els herbassars, tot i que també se la troba en zones agrícoles. Està amenaçada per la caça excessiva. Originalment fou descrita com a espècie del gènere Cryptomys.
El seu nom específic, kafuensis, es refereix al fet que la seva localitat tipus és el Parc Nacional del Kafue.